# The Boys in the Band (pièce de théâtre)
Pour l’article homonyme, voir The Boys in the Band.
The Boys in the Band est une pièce de théâtre écrite par Mart Crowley. Elle fut présentée pour la première fois Off-Broadway en 1968. Elle fut reprise sur Broadway à l'occasion de son 50e anniversaire en 2018.

## Résumé
La pièce tourne autour d'un groupe d'hommes gays se rencontrant à l'occasion d'une fête d'anniversaire dans la ville de New York. Cette pièce était révolutionnaire dans sa représentation de la vie des hommes gay. La pièce a depuis été adaptée en film deux fois.
La suite de cette pièce, intitulée The Men from the Boys, a vu le jour en 2002.